# Pirešica
Pirešica je naselje v Mestni občini Velenje.